# マーライ・シャーンドル

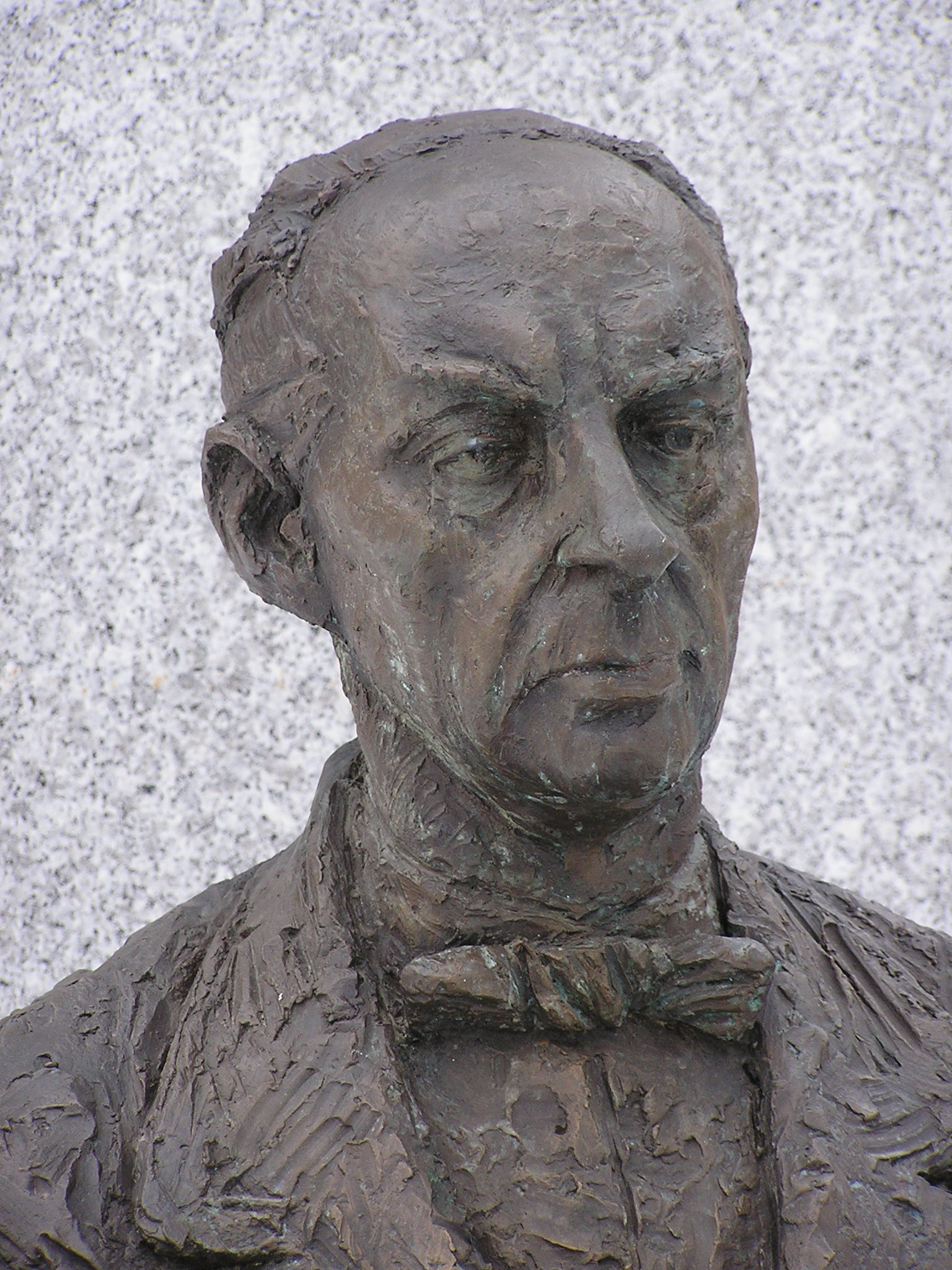
マーライ・シャーンドル像 (スロバキア、コシツェ)

マーライ・シャーンドル（Márai Sándor、出生名:Grosschmid Sándor Károly Henrik、1900年4月11日 - 1989年2月21日）は、ハンガリーの作家、ジャーナリスト。

## 生涯
オーストリア＝ハンガリー帝国カッシャ市（現在スロバキアのコシツェ）で1900年4月11日に生まれた。彼は父親を通してハンガリー貴族オルサーグ家の親類である。早期、マーライはフランクフルト、ベルリン、パリに移り住む、そしてまた、簡潔なドイツ語で執筆していたと考えられているが、最終的に、著述において母国語であるハンガリー語を選ぶ。1928年にブダペストのクリスティナワーロシ（Krisztinaváros）に定住。 1930年代、彼は的確かつ明晰な現実主義の体裁で注目を集めていた。彼は、最初にカフカの作品について批評を書いた人物である。
彼は、ドイツがチェコスロバキアとルーマニアに強いた、トリアノン条約で失ったハンガリーの領域の一部を取り戻すウィーン裁定について非常に熱心に書いている。それにもかかわらず、マーライはナチスについて極めて批判的である。
マーライは、ほとんど小説ばかりである46冊を著し、戦間期のあいだにおいて中産階級文学で最も影響力を及ぼしたハンガリーの代表者の1人であると
文芸批評家によって考えられている。1942年の小説『Embers』（ハンガリー語のタイトル：A gyertyák csonkig égnek、「ろうそくの幹まで焼き尽くす」）は、ヨーゼフ・ロートの作品を思い出させるようなオーストリア＝ハンガリー帝国の過ぎ去った多民族、多文化社会の郷愁を表現した。 2006年、この小説を原作とした劇作家クリストファー・ハンプトンによって書かれた劇がロンドンで上演された。
彼は、第二次世界大戦後、権力を握った共産主義体制を嫌って1948年にハンガリーを離れた – 或いは追い払われた – イタリアでしばらくの間を過ごした後、マーライは、アメリカ合衆国のカリフォルニア州サンディエゴ市に移住した。彼は母国語で書き続けたため、1990年代半ばまで、英語で出版されることは無かった。『Memoir of Hungary』（1944-1948）は、第二次世界大戦後、ソ連の占領下にあるハンガリーを興味深くいちべつできる。1956年以後のカーダール時代のハンガリーでは公表することができなかったため、他のハンガリーの作家や政治家の回顧録のように、最初は西側諸国で公表された。英語版の回顧録は、死後の1996年に出版された。彼の妻が1986年に亡くなった後、マーライは、ますます孤立化していった。 1987年、彼は進行癌、そしてまた息子ジョンを失ったときにうつ病が悪化。彼は1989年にサンディエゴで頭に銃弾を撃ちこみ生涯を終えた。彼は3人の孫娘リサ、サラそしてジェニファー・マーライを残していた。
主にハンガリー国外で忘れられていたが、彼の作品（詩、小説、日記で構成される）は、ごく最近になって「再発見」され、フランス語(1992年から始まる)、ポーランド語、カタルーニャ語、イタリア語、英語、ドイツ語、スペイン語、ポルトガル語、チェコ語、スロバキア語、デンマーク語、アイスランド語、韓国語、オランダ語、ウルドゥー語そしてその他言語で再出版された。そして今日では、20世紀ヨーロッパ文学のカノンの一部と見なされている。

## 著書目録

### 英語訳
- The Rebels (英語訳：2007年出版), ハンガリー語 タイトル: A zendülők (ハンガリー：1930年) . ISBN 0-375-40757-X
- Esther's Inheritance (英語訳：2008年出版), ハンガリー語 タイトル: Eszter hagyatéka (ハンガリー：1939年). ISBN 1-4000-4500-2
- Casanova in Bolzano (英語訳：2004年出版), ハンガリー語 タイトル: Vendégjáték Bolzanóban  (ハンガリー：1940年) ISBN 0-375-71296-8
- Portraits of a Marriage (英語訳：2011年出版), ハンガリー語 タイトル: Iz igazi (1941) and Judit... és az utóhang (1980)  (ハンガリー：1941年 & 1980年) ISBN 978-1-4000-9667-1
- Embers  (英語訳：2001年出版), ハンガリー語 タイトル: A gyertyák csonkig égnek (ハンガリー：1942年) ISBN 0-375-70742-5
- Memoir of Hungary  (英語訳：2001年出版), ハンガリー語 タイトル: Föld, föld…! (ハンガリー：1971年) ISBN 963-9241-10-5

## ギャラリー

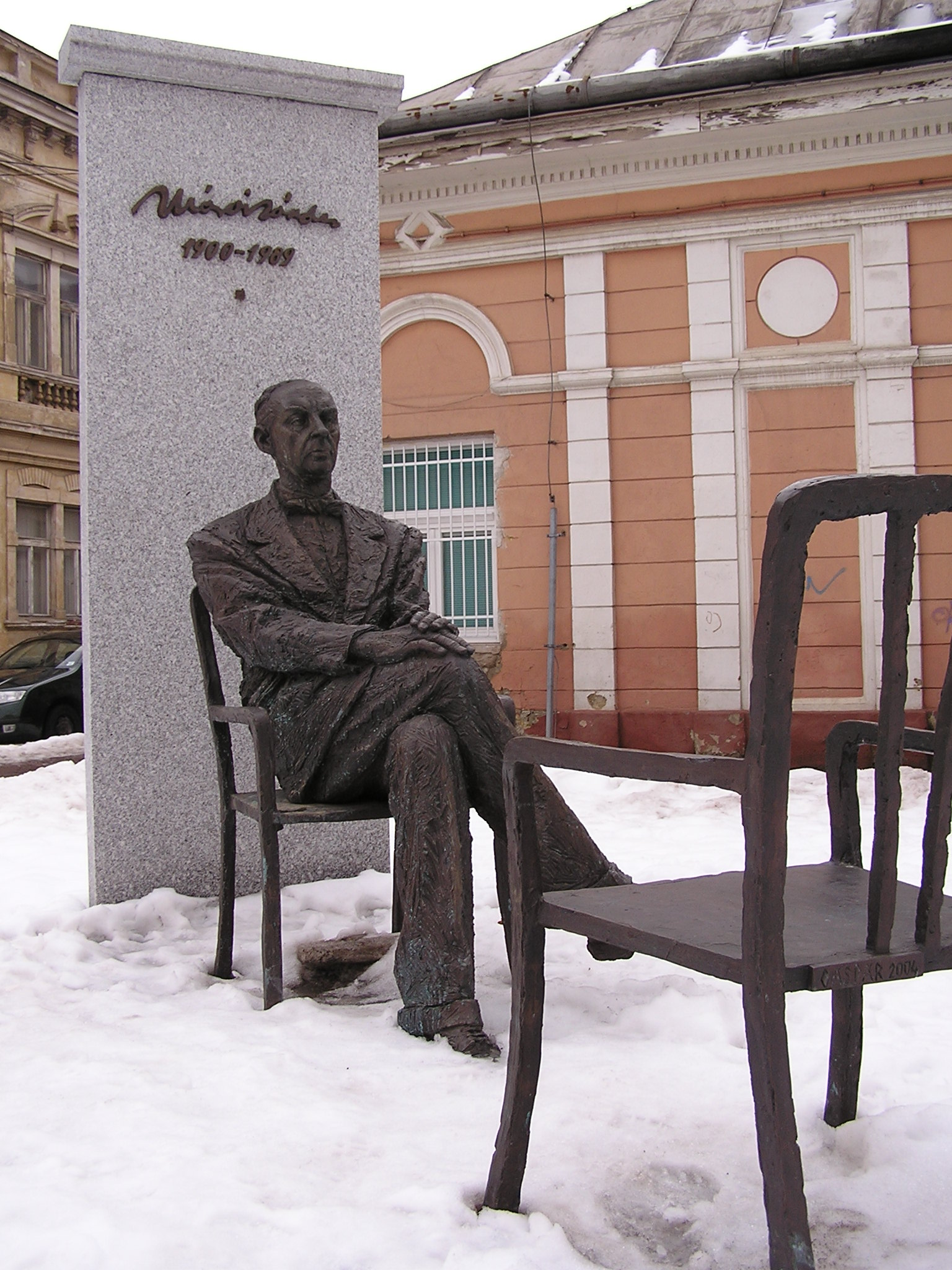
マーライ・シャーンドル像 (スロバキア、コシツェ)
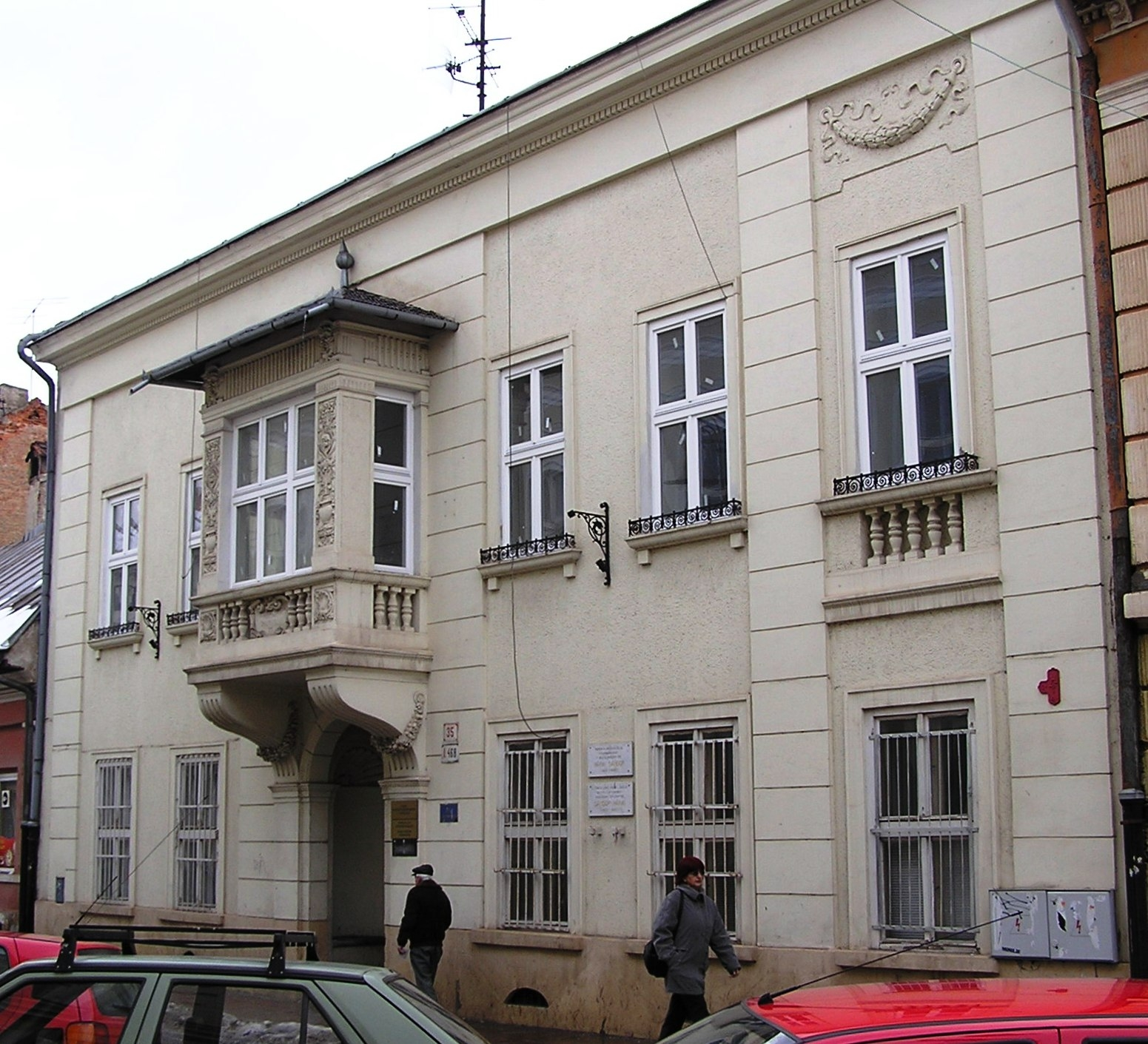
マーライの滞在した地 (コシツェにあるMäsiarska通り)
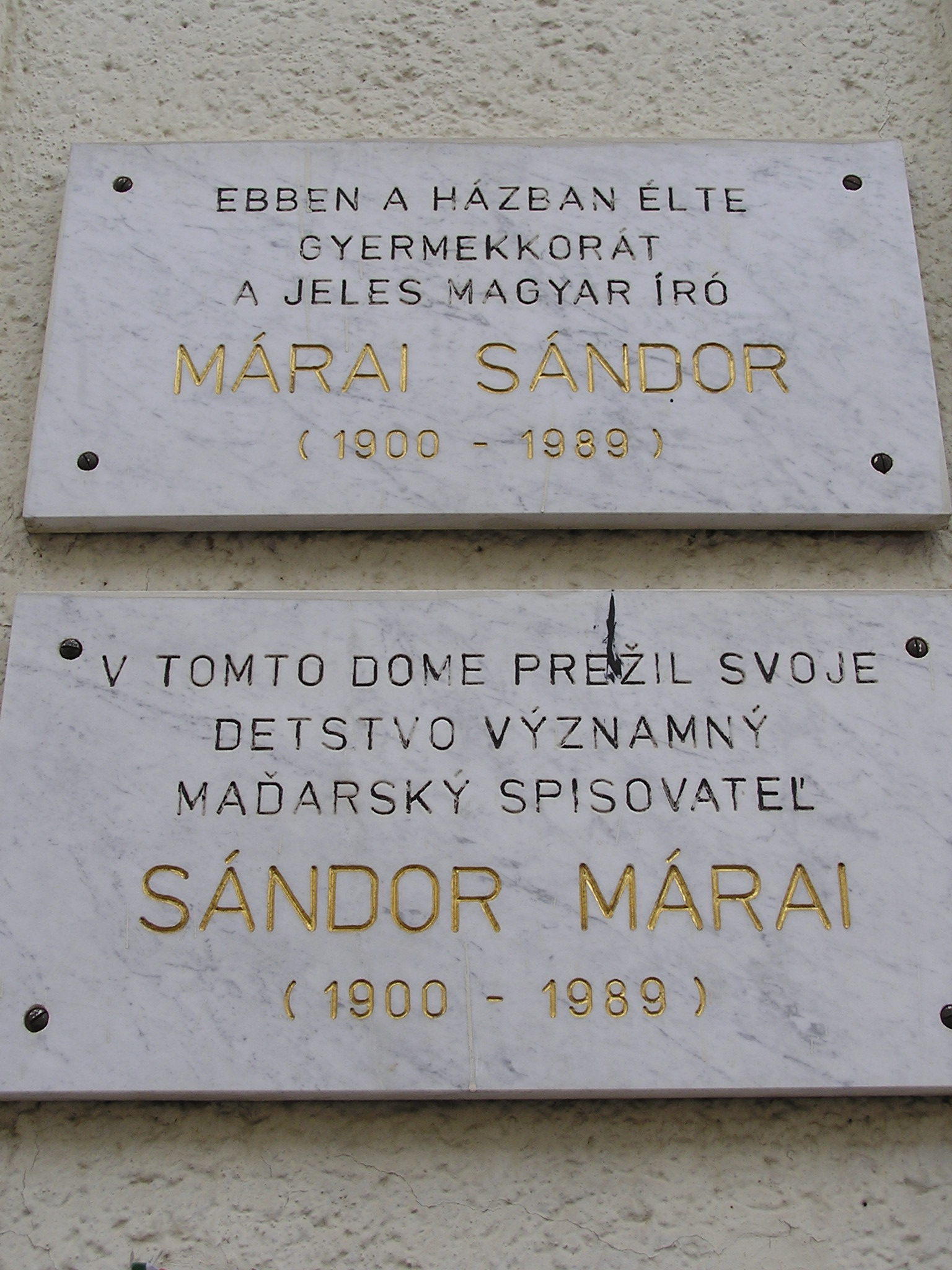
生家の前に埋め込まれた記念プレート (ハンガリー語、スロバキア語)
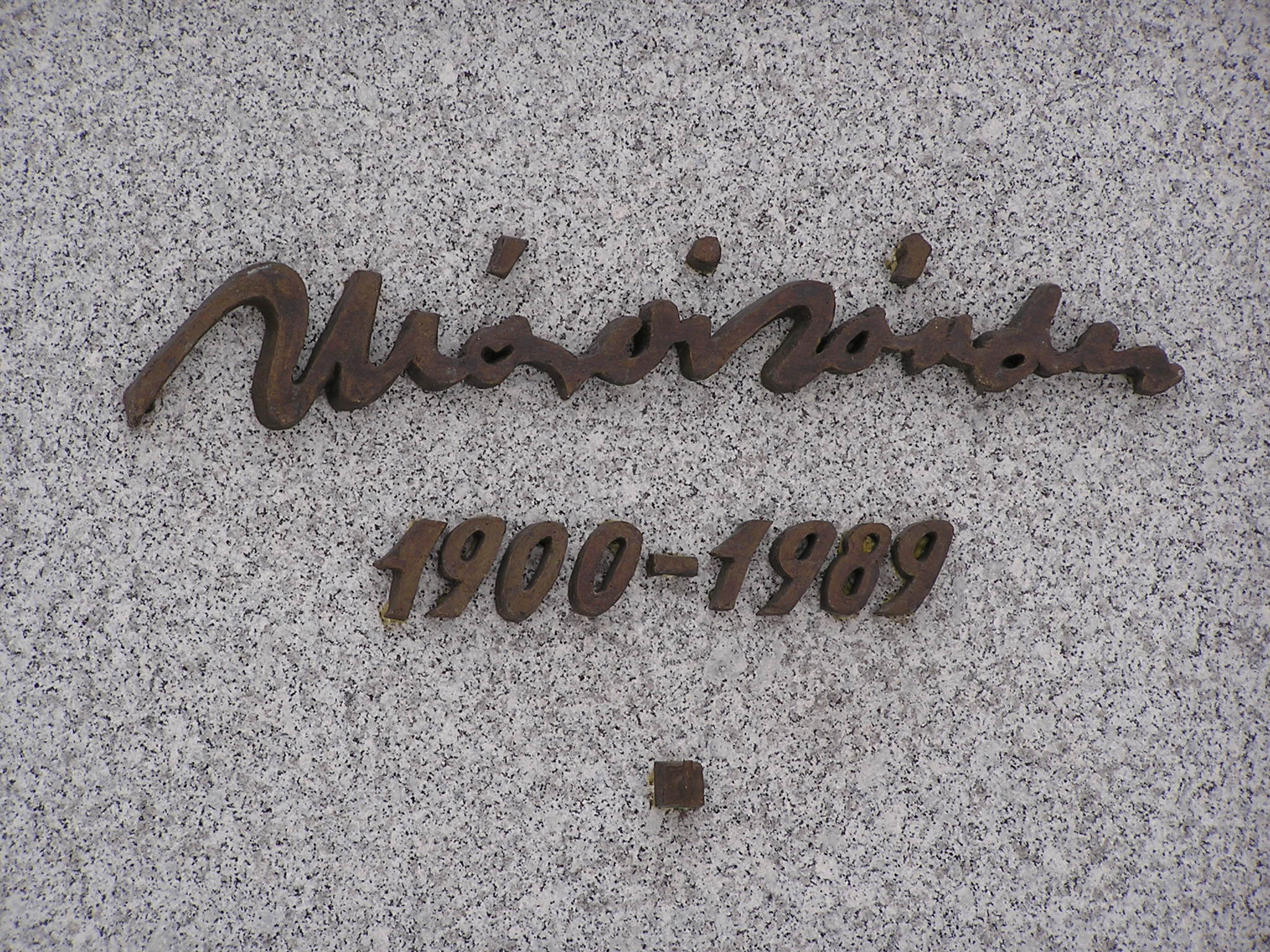
署名
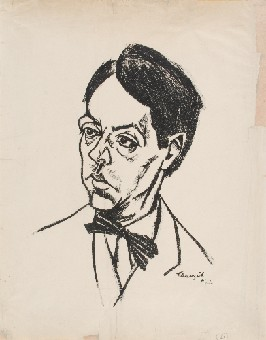
肖像
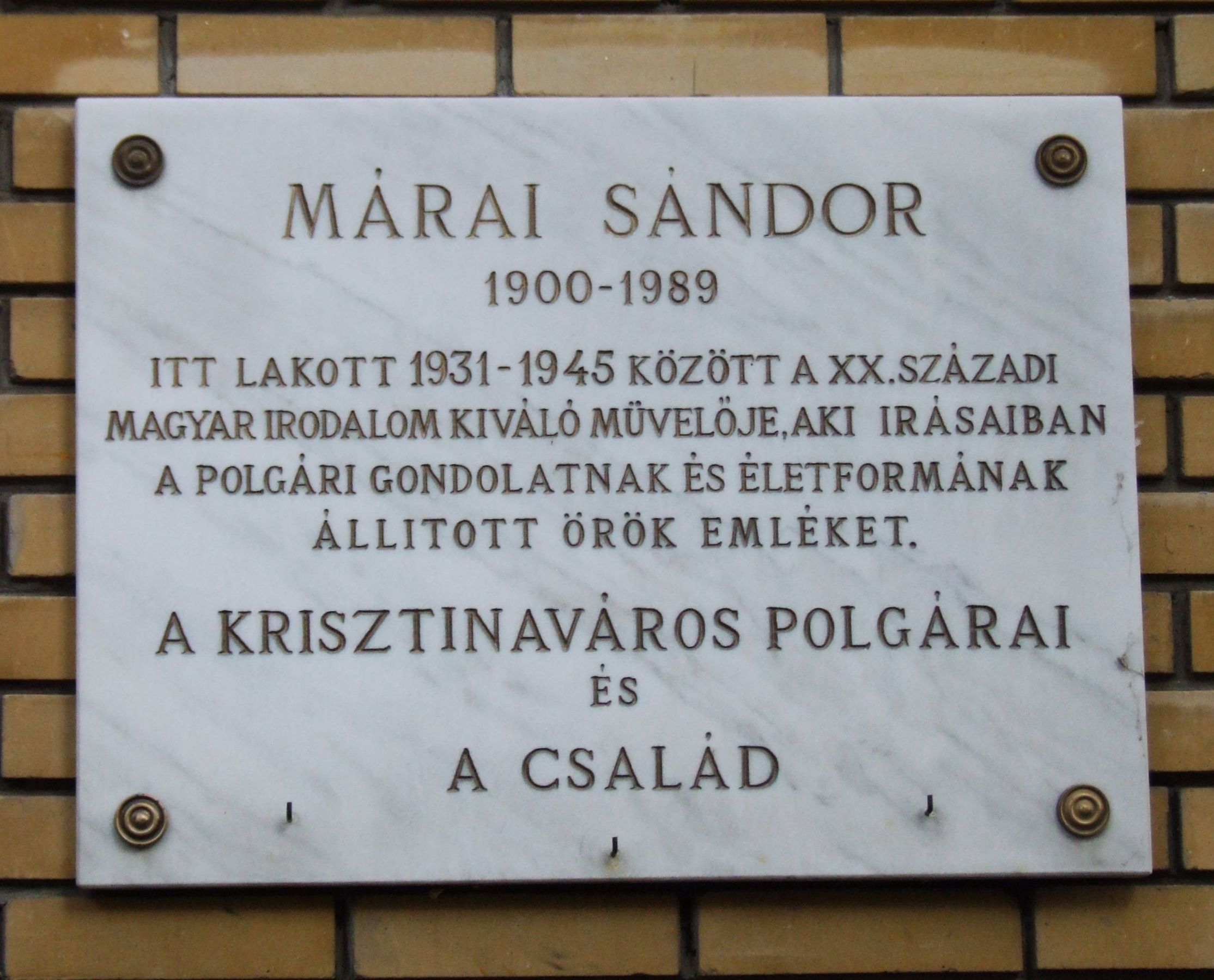
ブダペストクリスティナワーロシにある元自宅のメモリアル